# Мокпан

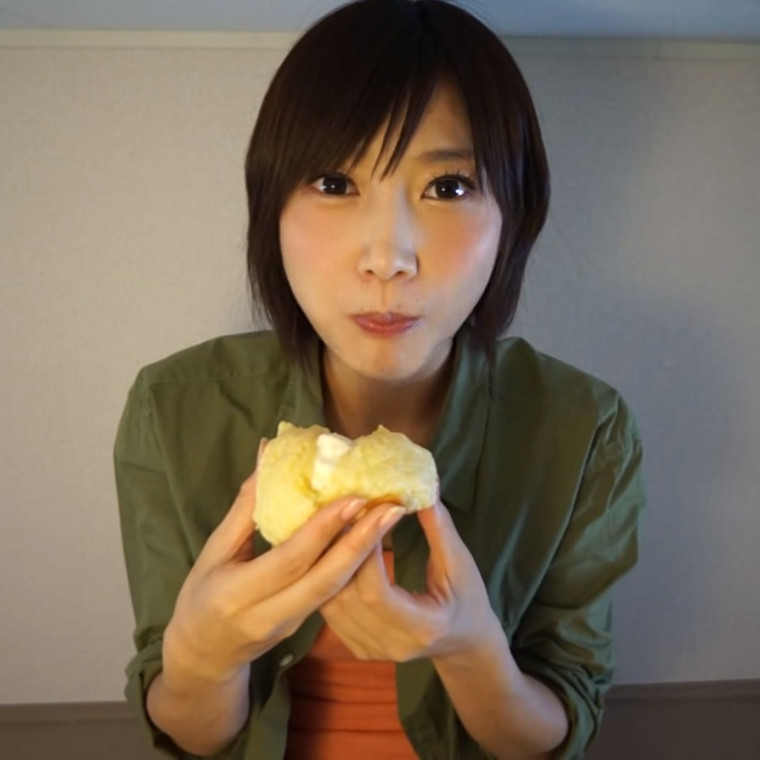
Юка Киносита, японская мокпан-видеоблогерша

Мокпан (кор. 먹방, буквально «трансляция приёма пищи», также встречаются варианты транскрипции «мокбан» и «мукбанг») — форма видеоблогинга, представляющая собой трансляцию поедания большого количества пищи в реальном времени, при этом блогер общается со зрителями. Человек, занимающийся мокпаном, называется биджей (англ. broadcast jockey, BJ), что можно перевести как «ведущий трансляции». Иногда по отношению к мокпану употребляют термины «гастрономический вуайеризм».

## История создания
Семья и совместный приём пищи являются традиционными для корейской культуры. В 1960-е годы в Южной Корее начался процесс урбанизации, в ходе которого молодёжь стала переезжать в города для получения образования и устройства на более престижную работу. Молодые люди жили поодиночке в съёмных квартирах и всё своё время проводили в работе или учёбе. В связи с этим молодые корейцы стали проводить меньше времени друг с другом, но потребность в общении у них осталась.
С 1990 года количество «домохозяйств из одного человека» увеличилось с 9,1 % до 25,3 % в 2012 году. Согласно прогнозу Организации экономического сотрудничества и развития к 2030 году количество «домохозяйств из одного человека» в Южной Корее составит 32,7 % Поэтому одной из возможных причин появления мокпана в Южной Корее в конце 2000-х годов можно считать страх одиночества.
Росту популярности мокпана послужила активная демонстрация приёма пищи актёрами популярных корейских телешоу Happy Together, Let’s Eat, а также корейским актёром Ха Чон У, который славится экспрессивной манерой поедания еды. В первое время биджеи во время своих трансляций старались копировать манеру поведения известных шеф-поваров, но в дальнейшем стали вырабатывать свой собственный стиль общения со зрителями.

## Распространение и монетизация
Мокпан распространяется на Запад. Американские и европейские информационные издания проявляют интерес к корейской интернет-тенденции. Популярный на YouTube комедийный дуэт Fine Brothers выпустил видео, которое демонстрирует реакцию пользователей YouTube на эпизоды из мокпан-трансляций нескольких биджеев. Видео набрало более 5 млн просмотров. На сайте BBC.com опубликована статья о феномене мокпана, в которой журналист Стив Эванс рассуждает об этом явлении. В конце статьи он приходит к выводу, что мокпан станет популярным и на Западе.
Мокпан является источником дохода для биджеев. Ведя трансляции на корейской видеоплатформе afreeca TV, биджеи общаются со зрителями, которые голосуют за понравившуюся трансляцию, жертвуя виртуальную валюту — «воздушные шарики», каждый из которых при конвертации в реальную валюту равняется 100 вон (около 9 американских центов), при этом видеохостинг взимает 30—40 % комиссионных. Если зрители ставят трансляции «звёздочку», она поднимается в публичном рейтинге, что привлекает новую аудиторию.
Биджеи также зарабатывают на рекламе определённых продуктов или сервисов по доставке и приготовлению пищи, кафе и ресторанов.

## Критика
Несмотря на то, что популярность мокпана растёт, многие люди не видят смысла в том, чтобы смотреть на то, как другие люди едят. Кроме того, биджеев критикуют за популяризацию нездорового образа жизни и переедания. В 2019 году биджей Николас Перри честно признался, что из-за съёмок в мокпане у него возникли проблемы с эрекцией и постоянная диарея. Биджеи критикуются за то, что много еды в их видео пропадает впустую, что создаёт иллюзию у зрителей, что большие пищевые отходы это нормально.